# Ermita de los Tres Juanes
La Ermita de los Tres Juanes está situada en el municipio español de Atarfe (Granada). Está sobre el Cerro del Castillejo, dentro de Sierra Elvira. 
Se construyó en 1941 y debe su nombre a la intención de dedicarla a San Juan Evangelista, San Juan Bautista y San Juan de Dios, aunque nunca tuvo el uso religioso que le confirió su promotor. Ha sido restaurada durante la década de 1990 y se ha habilitado como centro sociocultural. Tiene en su interior un museo de Ciencias Naturales. También se ha convertido en símbolo para los habitantes del lugar al formar parte de la heráldica del municipio. Tiene además varias especies de aves como avestruces, loros, pavos reales, etc.